# Bárbara Pardo
Bárbara Pardo (8 de diciembre de 1999) es una deportista española que compite en piragüismo en la modalidad de aguas tranquilas.
Ganó una medalla de bronce en el Campeonato Mundial de Piragüismo de 2023 y una medalla de plata en el Campeonato Europeo de Piragüismo de 2025.

## Palmarés internacional
| Campeonato Mundial | Campeonato Mundial       | Campeonato Mundial | Campeonato Mundial |
| Año                | Lugar                    | Medalla            | Competición        |
| ------------------ | ------------------------ | ------------------ | ------------------ |
| 2023               | Duisburgo (Alemania)     | Medalla de bronce  | K2 500 m mixto     |
| Campeonato Europeo |                          |                    |                    |
| Año                | Lugar                    | Medalla            | Competición        |
| 2025               | Račice (República Checa) | Medalla de plata   | K4 500 m           |